# Regeringen Löfven II
 Der er for få eller ingen kildehenvisninger i denne artikel, hvilket er et problem. Du kan hjælpe ved at angive troværdige kilder til de påstande, som fremføres i artiklen.

Regeringen Löfven II var Sveriges regering fra 2019 til 2021. Regeringen var en mindretalsregering bestående af Socialdemokraterne og Miljøpartiet hvor Socialdemokratiet havde 18 (senere 17) ministre og Miljøpartiet havde 5 ministre. Regeringschef var Socialdemokratiets partileder Stefan Löfven.
Regeringen blev formelt udnævnt på et regeringsskifteskonselj på Stockholms Slot kl. 14.15 mandag den 21. januar 2019. 

## Fire måneder med regeringsforhandlinger
Efter rigsdagvalget den 9. september 2018 fulgte der flere måneder med regeringsforhandlinger. Disse resulterede den 11. januar 2019 i januar-aftalen mellem Liberalerna, Centerpartiet, Miljøpartiet – De Grønne og Socialdemokraterne. Denne aftale fastlagde hovedlinjerne for Regeringen Löfven II's politik.

## Afgang
Den 21. juni 2021 fik Stefan Löfven et mistillidsvotum i Riksdagen. Afstemningen blev gennemført efter et krav fra Sverigedemokraterna, og var foranlediget af Vänsterpartiets kritik af regeringens boligpolitik. Den 28. juni 2021 bad statsminister Stefan Löfven Riksdagens formand om at blive afskediget som statsminister hvorefter regeringen ansås for at være trådt tilbage og dermed blevet et forretningsministerium.

## Regeringens ministre
Statsrådsberedningen (statsministeriet):
- Stefan Löfven (S) – statsminister
- Hans Dahlgren (S) – EU-minister

Justitiedepartementet (justitsministeriet):
- Morgan Johansson (S) – justitsminister
- Mikael Damberg (S) - indenrigsminister

Utrikesdepartementet (udenrigsministeriet):
- Margot Wallström (S) – udenrigsminister
- Peter Eriksson (MP) - minister for internationalt udviklingssamarbejde
- Ann Linde (S) - udenrigshandelsminister og minister med ansvar for nordiske spørgsmål

Arbetsmarknadsdepartementet (arbejdsmarkedsministeriet):
- Ylva Johansson (S) - arbejdsmarkedsminister
- Åsa Lindhagen (MP) - ligestillingsminister samt minister med ansvar for arbejdet mod diskriminering og segregation

Infrastrukturdepartementet (infrastrukturministeriet) (nyt departement)
- Anders Ygeman (S) - energi og digitaliseringsminister
- Tomas Eneroth (S) - infrastrukturminister

Finansdepartementet (finansministeriet):
- Magdalena Andersson (S) – finansminister
- Ardalan Shekarabi (S) - civilminister
- Per Bolund (MP) - finansmarkeds- og boligminister, samt vicefinansminister

Forsvarsdepartementet (forsvarsministeriet):
- Peter Hultqvist (S) - forsvarsminister

Kulturdepartementet (kulturministeriet):
- Amanda Lind (MP) - kultur- og demokratiminister samt minister med ansvar for idrætsspørgsmål

Miljödepartementet (miljøministeriet):
- Isabella Lövin (MP) - miljø- og klimaminister samt vicestatsminister

Näringsdepartementet (erhvervsministeriet):
- Ibrahim Baylan (S) - erhvervsminister
- Jennie Nilsson (S) - landområdeminister

Socialdepartementet (socialministeriet):
- Annika Strandhäll (S) - socialforsikringsminister
- Lena Hallengren (S) - socialminister

Utbildningsdepartentet (uddannelsesministeriet):
- Anna Ekström (S) - undervisningsminister
- Matilda Ernkrans (S) - minister for højere uddannelser og forskning